# Bảng tổng sắp huy chương Thế vận hội Mùa hè 1960
Bảng tổng sắp huy chương Thế vận hội Mùa hè 1960 là danh sách các Ủy ban Olympic quốc gia xếp thứ hạng dựa theo số huy chương đạt được của các quốc gia đó trong Thế vận hội Mùa hè 1960 tại Roma, Ý từ 25 tháng 8 đến 11 tháng 9 năm 1960. Tổng cộng 5.338 vận động viên từ 83 quốc gia tham dự 150 nội dung của 17 môn thể thao. Tấm huy chương Đồng của vận động viên cử tạ Iraq Abdul Wahid Aziz giành được trong Thế vận hội này là tấm huy chương duy nhất Iraq giành được trong tất cả các kì Thế vận hội, đây là cơn khát huy chương dài nhất cho bất kì quốc gia nào từng giành được huy chương tại Thế vận hội.
Các vận động viên từ 44 quốc gia đã giành ít nhất 1 huy chương, trong khi 39 quốc gia không có huy chương nào. Liên Xô là quốc gia thành công nhất tại Thế vận hội này khi giành nhiều huy chương vàng nhất (43) và tổng số huy chương nhiều nhất (103). Tây Ấn thuộc Anh, Trung Hoa Dân Quốc, Ethiopia, Ghana, Iraq, Maroc và Singapore lần đầu tiên giành được huy chương trong lịch sử tham gia Thế vận hội.

## Bảng tổng sắp
Thứ hạng trong Bảng tổng sắp dưới đây dựa vào thông tin của Uỷ ban Olympic Quốc tế, mặc dù tổ chức này không chính thức công nhận trên toàn cầu cho mỗi quốc gia.
Thứ hạng của bảng tổng sắp đầu tiên dựa vào số huy chương Vàng mỗi quốc gia giành được, sau đó đến số huy chương Bạc và cuối cùng là huy chương Đồng. Nếu số huy chương mỗi loại của nhiều quốc gia như nhau, các quốc gia đó sẽ có cùng thứ hạng và xếp danh sách theo thứ tự bảng chữ cái.
| Hạng                | Đoàn                         | Vàng | Bạc | Đồng | Tổng số |
| ------------------- | ---------------------------- | ---- | --- | ---- | ------- |
| 1                   | Liên Xô                      | 43   | 29  | 31   | 103     |
| 2                   | Hoa Kỳ                       | 34   | 21  | 16   | 71      |
| 3                   | Ý                            | 13   | 10  | 13   | 36      |
| 4                   | Đoàn thể thao Đức thống nhất | 12   | 19  | 11   | 42      |
| 5                   | Úc                           | 8    | 8   | 6    | 22      |
| 6                   | Thổ Nhĩ Kỳ                   | 7    | 2   | 0    | 9       |
| 7                   | Hungary                      | 6    | 8   | 7    | 21      |
| 8                   | Nhật Bản                     | 4    | 7   | 7    | 18      |
| 9                   | Ba Lan                       | 4    | 6   | 11   | 21      |
| 10                  | Tiệp Khắc                    | 3    | 2   | 3    | 8       |
| 11                  | România                      | 3    | 1   | 6    | 10      |
| 12                  | Anh Quốc                     | 2    | 6   | 12   | 20      |
| 13                  | Đan Mạch                     | 2    | 3   | 1    | 6       |
| 14                  | New Zealand                  | 2    | 0   | 1    | 3       |
| 15                  | Bulgaria                     | 1    | 3   | 3    | 7       |
| 16                  | Thụy Điển                    | 1    | 2   | 3    | 6       |
| 17                  | Phần Lan                     | 1    | 1   | 3    | 5       |
| 18                  | Nam Tư                       | 1    | 1   | 0    | 2       |
| 18                  | Áo                           | 1    | 1   | 0    | 2       |
| 20                  | Pakistan                     | 1    | 0   | 1    | 2       |
| 21                  | Ethiopia                     | 1    | 0   | 0    | 1       |
| 21                  | Na Uy                        | 1    | 0   | 0    | 1       |
| 21                  | Hy Lạp                       | 1    | 0   | 0    | 1       |
| 24                  | Thụy Sĩ                      | 0    | 3   | 3    | 6       |
| 25                  | Pháp                         | 0    | 2   | 3    | 5       |
| 26                  | Bỉ                           | 0    | 2   | 2    | 4       |
| 27                  | Iran                         | 0    | 1   | 3    | 4       |
| 28                  | Nam Phi                      | 0    | 1   | 2    | 3       |
| 28                  | Hà Lan                       | 0    | 1   | 2    | 3       |
| 30                  | Argentina                    | 0    | 1   | 1    | 2       |
| 30                  | Ai Cập                       | 0    | 1   | 1    | 2       |
| 32                  | Canada                       | 0    | 1   | 0    | 1       |
| 32                  | Singapore                    | 0    | 1   | 0    | 1       |
| 32                  | Bồ Đào Nha                   | 0    | 1   | 0    | 1       |
| 32                  | Ghana                        | 0    | 1   | 0    | 1       |
| 32                  | Ấn Độ                        | 0    | 1   | 0    | 1       |
| 32                  | Formosa                      | 0    | 1   | 0    | 1       |
| 32                  | Maroc                        | 0    | 1   | 0    | 1       |
| 39                  | Brasil                       | 0    | 0   | 2    | 2       |
| 39                  | Tây Ấn thuộc Anh             | 0    | 0   | 2    | 2       |
| 41                  | México                       | 0    | 0   | 1    | 1       |
| 41                  | Iraq                         | 0    | 0   | 1    | 1       |
| 41                  | Venezuela                    | 0    | 0   | 1    | 1       |
| 41                  | Tây Ban Nha                  | 0    | 0   | 1    | 1       |
| Tổng số (44 đơn vị) | Tổng số (44 đơn vị)          | 152  | 149 | 160  | 461     |